# Фокс Чејс (Кентаки)
Фокс Чејс (енгл. Fox Chase) град је у америчкој савезној држави Кентаки.

## Демографија
По попису из 2010. године број становника је 447, што је 29 (-6,1%) становника мање него 2000. године.
| Група             | 2000.       | 2010.       |
| Белци             | 475 (99,8%) | 441 (98,7%) |
| Афроамериканци    | 0 (0,0%)    | 3 (0,7%)    |
| Азијати           | 0 (0,0%)    | 1 (0,2%)    |
| Хиспаноамериканци | 0 (0,0%)    | 0 (0,0%)    |
| Укупно            | 476         | 447         |